# 富順県
富順県（ふじゅん-けん）は中華人民共和国四川省自貢市に位置する県。

## 地理
富順県は四川盆地南部、沱江下流に位置する。東は隆昌市、西は沿灘区、南は瀘州市及び叙州区、北は隆昌市及び大安区と接している。

## 歴史
古代より製塩業が栄え多くの塩井が設置されていた。567年（天和2年）、北周により雒原郡富世塩井周辺地区に富世県を設置した。649年（貞観23年）に富義県と改称された。966年（乾徳4年）、宋朝により富義監に昇格、976年（太平興国4年）に富順塩監と改称された。元代になると1275年（至元12年）に富順安撫使司、1283年（同20年）には富順州に昇格している。
1371年（洪武4年）、明朝により富順県により降格され現在に至る。

## 行政区画
3街道、16鎮、1郷を管轄する。
- 街道:富世街道、鄧井関街道、東湖街道
- 鎮:琵琶鎮、獅市鎮、騎竜鎮、代寺鎮、童寺鎮、古仏鎮、永年鎮、兜山鎮、板橋鎮、李橋鎮、福善鎮、趙化鎮、安渓鎮、飛竜鎮、懐徳鎮、長灘鎮
- 郷:竜万郷

## 名所・旧跡・観光スポット
- 青山嶺森林公園
- 富順文廟（中国語版）
- 富順西湖

## 交通
道路
国道
- G348国道（中国語版）

## 健康・医療・衛生
- 富順県人民医院